# Essey-la-Côte
Essey-la-Côte é uma comuna francesa na região administrativa de Grande Leste, no departamento de Meurthe-et-Moselle. Estende-se por uma área de 6,6 km². Em 2010 a comuna tinha 80 habitantes (densidade: 12,1 hab./km²).